# (4561) Lemeshev
(4561) Lemeshev est un astéroïde de la ceinture principale.

## Description
(4561) Lemeshev est un astéroïde de la ceinture principale. Il fut découvert le 13 septembre 1978 à Naoutchnyï par Nikolaï Tchernykh. Il présente une orbite caractérisée par un demi-grand axe de 2,57 UA, une excentricité de 0,16 et une inclinaison de 9,5° par rapport à l'écliptique.

## Compléments